# 鈴木亨
鈴木 亨（すずき とおる、1966年〈昭和41年〉5月28日 - ）は、日本のプロゴルファー。ミズノ所属。元サムデイ所属。

## 略歴
ジュニア時代
ゴルフ練習場を経営する父親・鈴木基之の影響を受け、小学生の頃からゴルフを始める。家業のゴルフ練習場の手伝いを行い、営業が終了すると客が使用した練習ボールの後片付けを日課としていた。後に本人は「この後片付けのおかげで足腰が強くなったかも」と語っている。中学生の頃にはプロゴルファーを目指し、父親からスパルタ教育を受ける。父親と練習ラウンドをこなしていた帰りの車では反省会が行なわれ、ラウンド内容やコース内容について父親より質問が行われた。即答できないと厳しく叱責され、ときには鉄拳制裁を受けた。これは「一打一打が大切にできない者や一度回ったコースを把握できない者がプロを目指す資格はない」との事。高校は、ゴルフ部のある名古屋市の愛工大名電高校へ進んだ。学生時代は合唱部だった。
日大ゴルフ部時代
プロゴルファーになる為に日本大学を選択、ゴルフ部に入部。父親からプロになる為の条件「在学中に『日本』と名の付くアマチュアタイトルのホルダーになる」との事、鈴木に厳しく対応する。その後、1986年に岐阜オープンゴルフトーナメントでベストアマを獲得、1987年に日本アマチュアゴルフ選手権を制覇し、父親との約束を果たした。
川岸良兼は同い年で、ジュニア時代からのライバルであり、ゴルフ部では鈴木が主将、川岸が副主将を務めた。
プロ入り後
1989年4月にプロ転向、1990年6月21日のミズノオープンにてプロデビュー。1992年のヨネックス広島オープンでツアー初のベスト10入り。同年10月のゼンリン福岡オープン（後援競技）でプロ初優勝し、翌年の1993年のシード権を獲得。その後1994年から2011年まで賞金シード権を18年間連続維持し、現役選手の中で最長記録を持っていた。1994年にはワールドカップ日本代表に選出され、団体では河村雅之とペアを組み5位タイと健闘。2012年は「生涯獲得賞金25位以内の選手」に生涯で1度だけ与えられる資格によりツアーに出場していたが、賞金シードを獲得することは出来なかった。
シニアツアー参戦後
2016年からはPGAシニアツアーに参戦。2018年の福岡シニアオープンでシニアツアー初優勝すると1ヶ月で3勝。賞金ランキングでもプラヤド・マークセンに次ぐ2位に入った。

## 主な優勝
日本ゴルフツアー
- 1993年 - ジーン・サラゼン ジュンクラシック
- 1994年 - 日経カップ
- 1996年 - ノベルKSBオープン
- 1998年 - 札幌とうきゅうオープン
- 2000年 - カシオトーナメント
- 2002年 - JCBクラシック仙台
- 2004年 - アコムインターナショナル
- 2009年 - マイナビABCトーナメント

チャレンジトーナメント
- 2013年 - ドラゴンカップ
- 2014年 - 富士カントリー可児クラブチャレンジカップ、ひまわりドラゴンCUP

PGAシニアツアー
- 2018年 - 福岡シニアオープン、エリートグリップシニアオープン、いわさき白露シニアトーナメント
- 2020年 - プロゴルファー誕生100周年記念 ISPS HANDA コロナに喝！ シニアトーナメント
- 2021年 - いわさき白露シニアトーナメント
- 2022年 - ファンケルクラシック

その他*
- 1992年 - ゼンリン福岡オープン（後援競技）
- 1994年 - サンコーグランドサマー（後援競技）

賞金獲得ランク最高位
- 9位（2000年）

## 人物
- 性格は、「超」がつくほどの真面目で温厚な性格。
- 妻は元プロゴルファーの丸谷京子。長女は歌手・モデルで元℃-uteの鈴木愛理。愛理の弟にあたる一般人の長男は高校生の時にゴルフをはじめ、会社員勤めのかたわら千葉国際カントリークラブでクラブチャンピオンになった[6]。
- プロゴルファーを目指すと決意したとき、父親から岐阜本巣CCの会員権をプレゼントされた。
- トーナメント競技4日間のうち1日だけ爆発的なスコアーを出して優勝する事が多く、仲間から「ボンバー鈴木」と呼ばれていた。

師弟関係
中島常幸と鈴木の関係は、「ジプシー後藤」こと後藤修を通じての兄弟弟子であり、一般的に言われている師弟関係にはあたらない。鈴木にとって中島常幸は最も尊敬するプロゴルファーであり、中島が主催していた練正館にも参加、現在もツアーやボランティア活動などで行動を共にしている。
後藤修からは「スイングが最もきれいなゴルファーの一人」と賞賛された事がある。